# Sue Vertue
Pour les articles homonymes, voir Vertue.
Sue Vertue est une productrice de télévision britannique, principalement connue grâce à Mr. Bean, Doctor Who ou Sherlock.

## Biographie

### Vie privée
Elle est mariée avec Steven Moffat ; ils ont deux enfants.